# Boltív

Egy kőboltív
1. Zárókő 2. Voussoir 3. Extrados 4. Impost 5. Intrados 6. Boltív emelkedése 7. Átívelt távolság 8. Alátámasztott fal

A boltív egy köríves szerkezet, mely képes nagy távolságot átívelni jelentős súlyt alátámasztatva (pl. bejárat egy kőfalon). 
A boltívet használták már az ókori civilizációkban Mezopotámiában, az Indus-völgy mentén, Etruriában, innen vették át a rómaiak, s az első évezred folyamán elterjedt Egyiptomban és Asszíriában is.
Fontossá vált a katedrálisok építésénél, és a máiig is használják a modern épületekben vagy hidaknál.
A nagy görbületű boltívekben a kövek (téglák) ék alakúak, a kis görbületű boltívekben a hézagok ék alakúak. Ma is előforduló alakjai: a félkörív, a szegmensív, az ellipszis és a kosárgörbe.

## Története

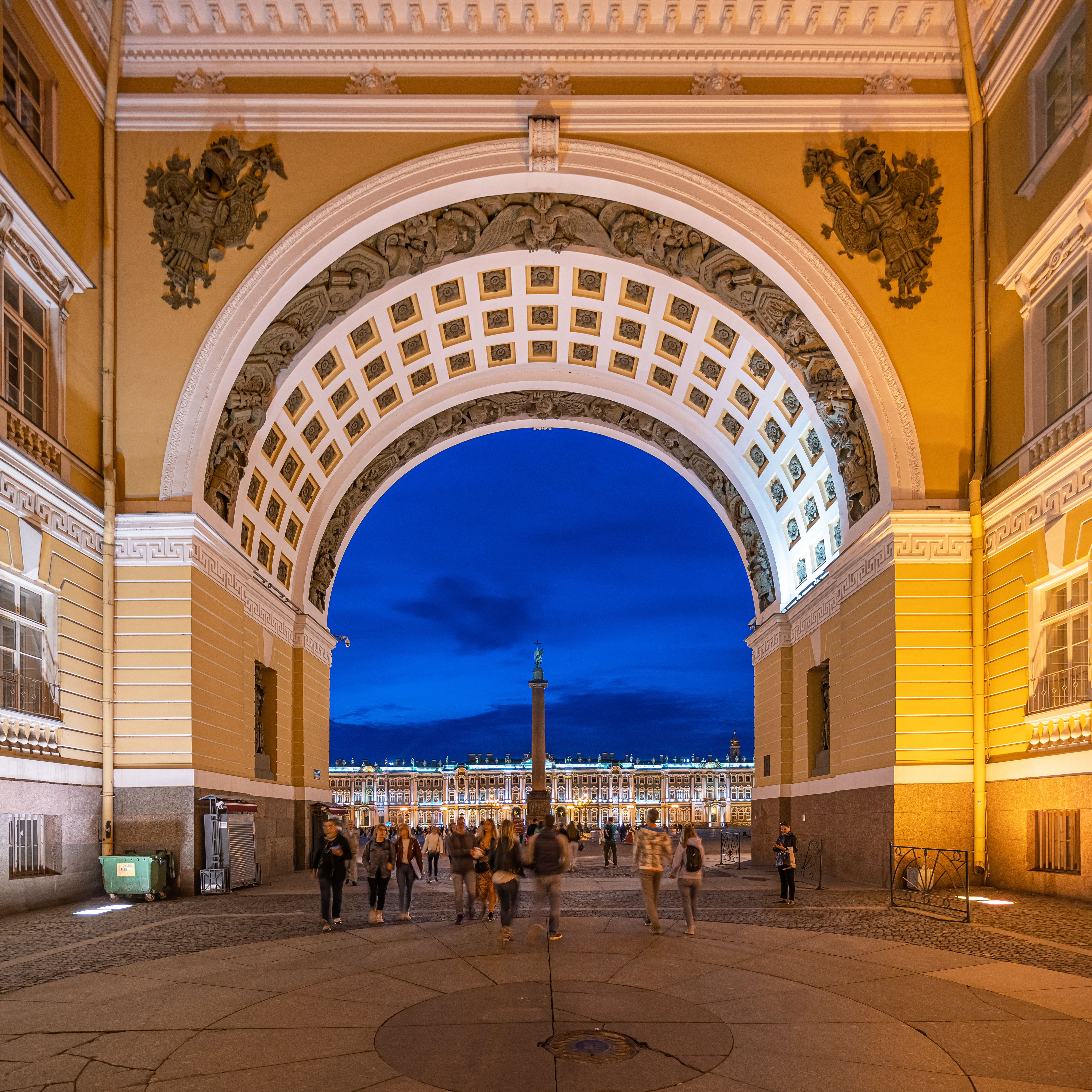
Boltív Szentpéterváron

## Építése
Készülhet monolit (öntött), vagy falazott kivitelben.

## Fajtái

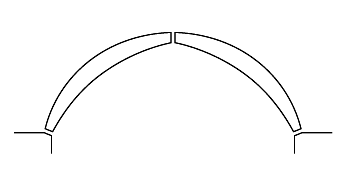
Triangular arch
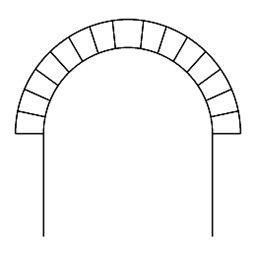
Félköríves boltív
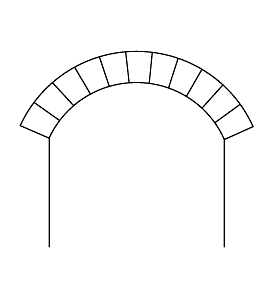
Szegmensív
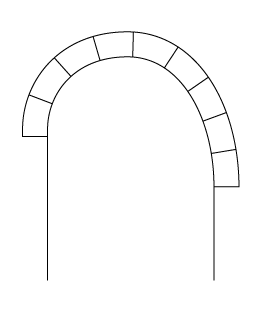
Hattyúnyakív(wd)
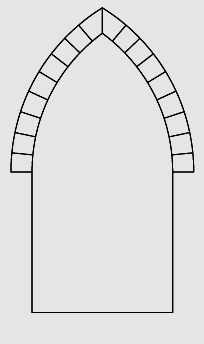
Lándzsaív
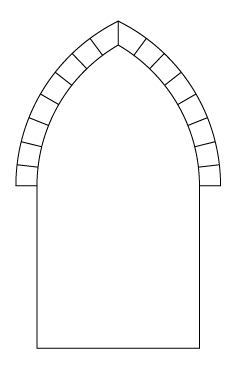
Lándzsaív
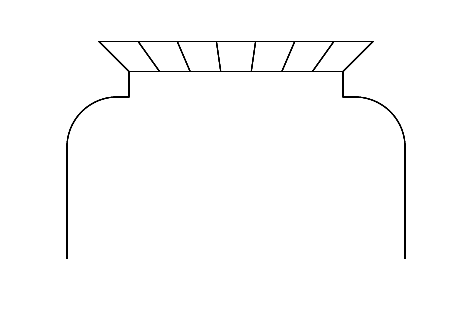
Egyenes boltöv
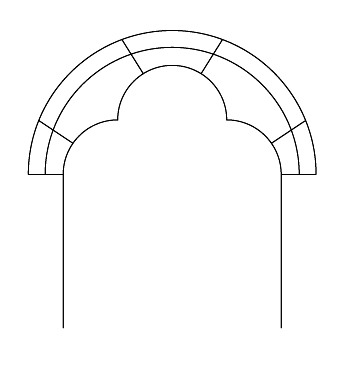
Lóhere-ív
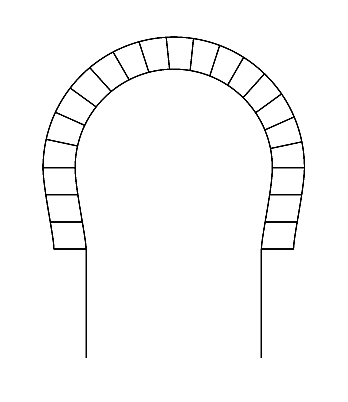
Patkóív
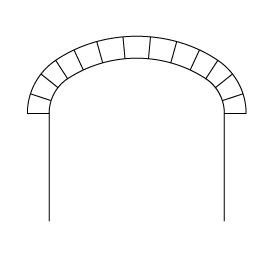
Kosárív
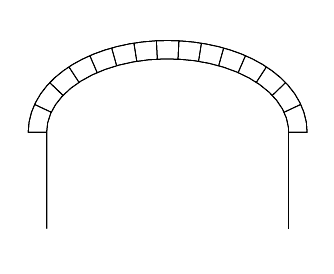
Kosárív
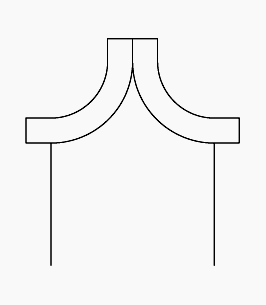
Függönyív
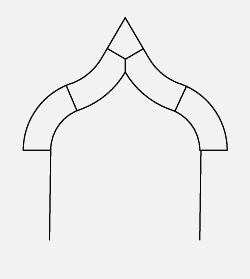
Szamárhátív
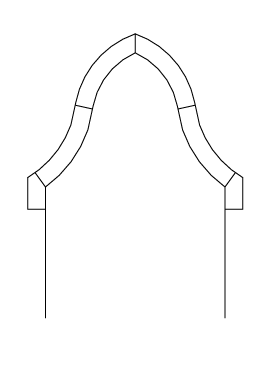
Szamárhátív változata
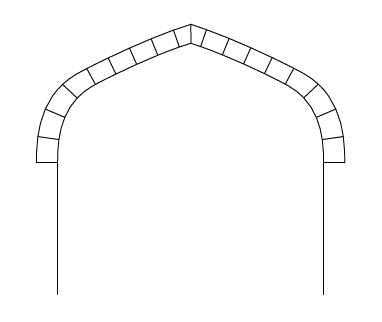
Tudor-ív
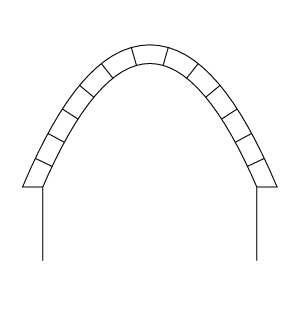
Parabolaív

## Lásd még
- Archivolt
- Álboltív